# Bertil Gärtner
Bertil Edgar Gärtner (* 13. Dezember 1924 in Göteborg; † 20. September 2009 in Onsala) war ein evangelisch-lutherischer Bischof der Schwedischen Kirche.
Gärtner studierte Theologie an der Universität Uppsala und legte dort 1948 sein theologisches Kandidatexamen ab. 1955 wurde er Doktor der Theologie und Dozent für Neues Testament. Von 1965 bis 1969 war Gärtner Professor für neutestamentliche Exegese am Princeton Theological Seminary. Im Jahr 1969 wurde er Dompropst im Bistum Göteborg. 1970 wurde er zum Bischof des Bistums gewählt und bekleidete dieses Amt bis 1991. Als Bischof sprach er sich unter anderem gegen weibliche Pfarrer aus. 
Als Exeget war Gärtner ein Experte für die Apokryphen zum Neuen Testament, insbesondere das Thomasevangelium, und beschäftigte sich auch mit den seit 1947 erschlossenen Qumranschriften. Er gehörte der Arbeitsgemeinschaft für kirchliche Erneuerung (Arbetsgemenskapen Kyrklig Förnyelse) an, die der Hochkirchlichen Bewegung zuzurechnen ist. In den 1980er Jahren beteiligte er sich an der Bildung der Svenska kyrkans fria synod und war auch in Oasrörelsen aktiv. Bis zu seinem Tod nahm er in einem Blogg Stellung zu kirchlichen Fragen. Gärtner kann als ein geistiger Vater der 2003 gegründeten Missionsprovinz angesehen werden.